# Толькмицько
Толькми́цько (пол. Tolkmicko, нім. Tolkemit) — місто в північній Польщі, над Віслинською затокою.
Належить до Ельблонзького повіту Вармінсько-Мазурського воєводства.

## Демографія
Демографічна структура станом на 31 березня 2011 року:
|          | Загалом | Допрацездатний вік | Працездатний вік | Постпрацездатний вік |
| -------- | ------- | ------------------ | ---------------- | -------------------- |
| Чоловіки | 1357    | 264                | 954              | 139                  |
| Жінки    | 1462    | 283                | 848              | 331                  |
| Разом    | 2819    | 547                | 1802             | 470                  |

## Українці в Толькмицьку
Початки перебування українців у Толькмицьку сягають часів переміщення тут російської армії, спочатку в ході Північної війни, а потім наполеонівських війн. 1710 р. після Полтави російські війська зайняли Ельблонг, який до того утримували шведи. З 11.01 до липня 1913 р. в Толькмицьку стояли прохідні російські війська.
Після проведення злочинної акції «Вісла» в 1947 р. частина українців була, імовірно, переселена безпосередньо до Толькмицька. Проте початки української колонізації містечка залишаються поки не відомими. Наразі можна лише вказати прізвища українських родин, які опинилися тут безпосередньо внаслідок акції «Вісла». Це родини Міхальчишин, Хронь, Мелех, Пендицький, Гай, Кондро, Базилевич, Коваль та Паславський та Тадра. Загалом в містечку було біля 10 українських родин. Імовірно, найстарішим членом української спільноти в Толькмицьку наразі є Роман Владика — багаторічний пожежник добровільної пожежної охорони в Толькмицьку.

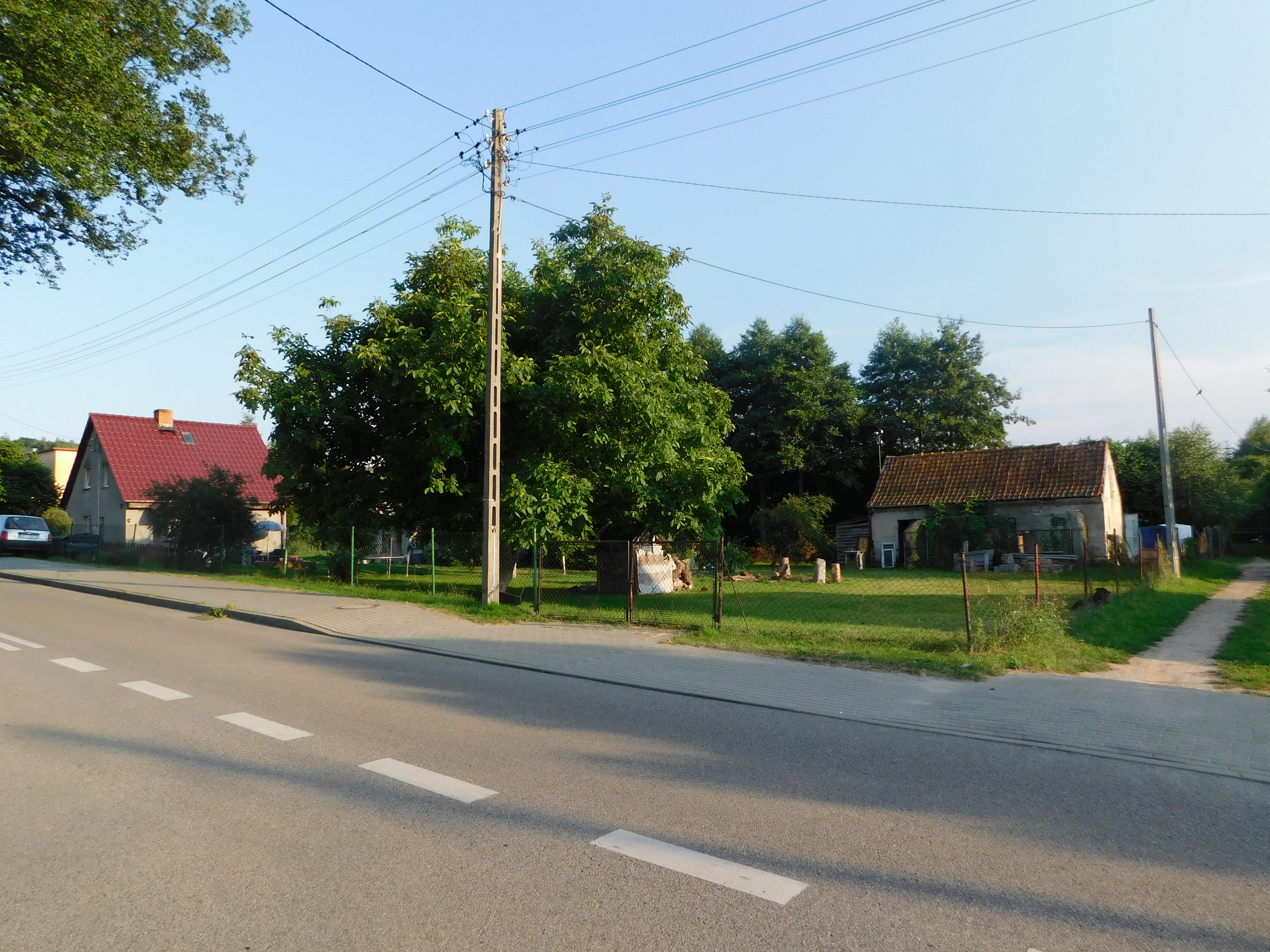
Садиба Степана Михалишина в Толькмицьку. вул. Грюнвальдська, 30. Фото 2020 р.

Іван Пендицький (13.12.1909-8.09.1988 р.) та Паславський служили в УПА. Імовірно, зв'язки з партизанами мав і Степан Михалчишин. Відомий ще один епізод. УБ на Помор'ї вела роботу щодо українських переселенців на предмет присутності членів ОУН-УПА. УБ в Лемборку започаткувала справи «Лемко», по якій проходило 4 особи, «Батурин» — 17 осіб, «Данилів» — 17 осіб. В 1948-49 рр. ці справи також вело УБ в Ельблонгу, відпрацьовувалося 17 осіб, які походили з Перемишльського повіту, 30 з Томашівського та Ярославського та 14 з Грубешівського. Шляхом амністій УБ також добилося здачі частини повстанців. Зокрема, 1956 р. здався Павло Юринець (Андрій Білий), командир рою УПА, який розшукувався секцією V відділу II Воєводської служби безпеки (в Гданську). Він був арештований ще в 1954 р. в Гданську через підставну мережу Зенона і погодився співпрацювати. Проте брутальна поведінка УБ-еків змусила його втекти. Кілька місяців він ховався в Толькмицьку. Після оголошення амністії 27.04.1956 р. вирішив здатися.
Українці з Толькмицька стояли у початків закладення повітового заряду УСКТ в Ельблонгу. Вже 1957 р. в містечку утворився самодіяльний гурток. У цей час члени гуртка УСКТ в Ельблонгу намагалися активізувати вогнища українського життя в околицях Ельблонга. Проте місцеві українці не віддали дітей до навчання української мови, хоча була вчителька Анна Чіснок. Надалі гурток у Толькмицьку не згадується. Проте відомо, про те що Степан Михалишин і далі підтримував зв'язок з УСКТ. Зокрема, в хроніці УСКТ в Ельблонгу зафіксовано, що в лютому 1968 р. — Михалишин Степан з Толькмицька заплатив 100 злотих на УСКТ. Вдалося встановити, що Степан Михалишин мешкав у Толькмицьку в садибі по вул. Грюнвальдська, 30.
Окрім того в складі населення Толькмицька, напевне можна відмітити наявність великої кількості нащадків православних мешканців Холмщини і Підляшшя — калакутів (латиників), а також імовірно депортованих сюди православних українців.
Цвинтар у Толькмицьку діє для містечка Толькмицько та Кадини. На цвинтарі наявні поховальна каплиця в стилі бароко, а також старі німецькі нагробки, а також деякі відновлені поховання. На цвинтарі у Толькмицьку приблизно 5 % похованих мають згідно прізвищам та іменам українське коріння.
На плебані римо-католицької парафії св. Якуба у Толькмицьку стараннями настоятеля о. Юзефа Гроховського після початку повномасштабного вторгненням російських військ в Україну 24.02.2022 р. знайшли прихисток українські біженці.

## Уродженці
- Ганс-Адольф Прюцманн (1901—1945) — військовий і поліцейський діяч Німеччини, обергруппенфюрер СС.